# C13 (tunnelbanevagn)
C13 var en vagn i Stockholms tunnelbana tillverkad av ASEA, ASJ och Hägglund i 94 exemplar åren 1982–1984. C13 blev likt föregångaren C12 mer av en ombyggnad av äldre C2–C3 vagnar till skillnad mot exempelvis C6–C9 som var ny konstruktion från start. Vagnskorgen utgjordes av C6 typ medan banmotorer, elektrisk utrustning samt hjulsatser kom från de utrangerade C1–C3. Till skillnad från C12 fick dock C13 modernare typ av boggier, samma typ som på C6. Hyttombyggnad skedde på cirka hälften av samtliga C13 vagnar i samma veva som C6H under mitten av 90-talet. C13 kom främst att trafikera gröna linjen men även i viss mån röda och blå linjen. C13 kom att överleva några år till jämfört med C12 och det beroende på de modernare boggierna, men också att C13 var i bättre skick än C12 och hade annan modernare utrustning som inte C12 hade. C13 började dock fasas ut och skrotas tillsammans med C7/C8 under 2003–2004 när leveransen av nya C20 slutfördes. C13 var multipelkörbar med C2–C9, C12–C15. 

## Hyttombyggnad
Förarhytten till tunnelvagnar av typ C6, C7, C8, C9, C10, C11, C12, C13, C14, C14z, C15 och C16 (C6-C16) utvecklades i slutet av 1960-talet inför leveransen av C6.
Tanken var att konstruera en modern hytt med god sikt och bättre värmeisolering än tidigare vagnar haft, automatisk onbromsning vid restriktiv hyttsignal, snabbstart samt anpassning för enmansdrift. Efter en del år började ett antal förare få besvär med rygg och axlar vid körning av dessa vagnar och problemen lokaliserades till körspakarna som måste hållas "med tryck" i fartläge. Efter prov med flera varianter av körspakar beslöts att installera ett enspaksbord med en "päronknopp" som är fjäderbelastad i vertikalled men ej horisontalled mellan noll och fartläge. Samtidigt infördes en fotpedal som ett alternativt säkerhetsgrepp. Vidare infördes nya uppladdnings- och nödbromsenheter i stället för de föråldrade förarbromsventilerna, fasta nya förarstolar samt nya strömställerpaneler. I början av 1990-talet inleddes hyttombyggnaderna av C6-vagnarna. Denna typ av ombyggnad genomfördes på C6, C8, C12, C13, C14 och C15. En förenklad variant genomfördes på Saltsjöbanans C10 och C11

## C18-projektet
Under slutet på 90-talet och början på 2000-talet så var det tänkt att C13 skulle byggas om till C18 med modernare drivteknik, inredning liknande den i C20 samt målning liknande C20. Senare visade det sig förmånligt att lösa ut optioner på fler C20 istället för att fullfölja ombyggnadsplanerna.

## Bevarade vagnar
12 stycken C13H (H = hyttombyggda vagnar) sparades för att kunna användas till att dra snöblåsartåget som under vintertid blåser bort snö från spår och strömskena för att förhindra stopp i trafiken, samt för att användas som det så kallade plattformståget, som används vintertid för att sanda plattformar med mera. Vagnarna används som dragvagnar i vagntransporter mellan de olika linjerna. Detta beror på att vagnarna inte är parkopplade, och man kan därför transportera upp till 6 vagnar mellan banorna, med en C13 i varje ände, istället för endast 4 om man skulle ha använt parkopplade C14, som även de har gröna linjens signalsystem. Dock har inte samtliga C13 vagnar gröna linjens signalsystem, och p.g.a. detta är det endast ett fåtal av de 12 C13 vagnarna som får gå som ledarvagnar. Vagnarna används även som dragvagnar i andra arbetståg av samma anledning. 5 av de 12 bevarade C13-vagnarna är gröna.
7 st av de 12 kvarvarande C13H-vagnarna är planerade att skrotas vid tillfälle, vilket kommer resultera i att 5 st C13H-vagnar finns kvar.